# Zarina Kunangarajewa
Zarina Kajratowna Kunangarajewa (ros. Зарина Кайратовна Кунангараева; ur. 26 listopada 1995) – kazachska zapaśniczka walcząca w stylu wolnym.  Zajęła 22 miejsce na mistrzostwach świata w 2017. Piąta w mistrzostwach Azji w 2013. Brązowa medalistka igrzysk Solidarności Islamskiej w 2017. Ósma w Pucharze Świata w 2013. Dziesiąta na Uniwersjadzie w 2013 roku.